# Ту-110
Ту-110 (по кодификации НАТО: Cooker — «Плита») — проектировался на основе ранее производимого пассажирского самолёта Ту-104 в КБ Туполева в 1957 году. В отличие от Ту-104, двигатели АЛ-7П с тягой по 6500 кг на самолёте Ту-110 размещались попарно в корневых частях крыла. Двигатели подвешивались не на фюзеляж, как у Ту-104, а на силовые нервюры крыла, что не только облегчало планер, но и снижало уровень шума в салоне. Центроплан крыла был значительно увеличен по размаху, была изменена его конструкция. Несколько была увеличена длина фюзеляжа. В остальном конструкция самолёта ничем не отличалась от конструкции Ту-104.

## Проектирование и разработка
Понимая, что экспортный потенциал для Ту-104 был ограничен, Совет Министров принял постановление № 1511—846 12 августа 1956 года, потребовав от бюро КБ Туполева разработать четырёхмоторный вариант Ту-104, в качестве нового трансконтинентального самолёта, а также улучшить безопасность на взлёте в случае отказа двигателя. 11 марта 1957 года экипаж во главе с лётчиком-испытателем Д. В. Зюзиным поднял опытный самолёт в первый полёт.
Производство Ту-110 было налажено на Казанском авиационном заводе, изначально планировалось выпустить десять самолётов, но в ходе испытаний преимуществ в эксплуатации самолёта Ту-110 по сравнению с Ту-104Б получено не было, и в серию Ту-110 не пошёл. Всего было построено три машины. Дальнейших заказов по проекту больше не было, и три построенных модели Ту-110 были использованы для экспериментальных работ в различных авиационных НИИ.

## Тактико-технические характеристики
Источник данных: Уголок неба

Технические характеристики
- Экипаж: 5 чел.
- Пассажировместимость: 100 чел.
- Длина: 40,06 м
- Размах крыла: 36,98 м
- Высота: 11,53 м
- Площадь крыла: 186,115 м²
- Максимальная взлётная масса: 82700 кг
- Силовая установка: 4 × ТРД АЛ-7П
- Тяга: 4 × 6700 кгс

Лётные характеристики
- Максимальная скорость: 878 км/ч
- Крейсерская скорость: 800 км/ч
- Практическая дальность: 3500-4500 км
- Практический потолок: 12000 м

## Модификации
| Название модели | Краткие характеристики, отличия. |
| --------------- | --- |
| Ту-110          | Единственный прототип Ту-110 (CCCP-5600). |
| Ту-110А         | Модель с увеличенной максимальной взлётной массой 87 200 кг. Три самолёта были построены (CCCP-5511). |
| Ту-110Б         | Модель с четырьмя турбореактивными двигателями Д-20. |
| Ту-110Д         | В 1960 году ОКБ А. Н. Туполева был предложен проект дальнемагистрального самолёта Ту-110Д с расположением двухконтурных ТРД Д-20П конструкции П. А. Соловьёва в хвостовой части фюзеляжа. Ожидалось, что дальность полёта достигнет 4500—5000 км, но проект не был поддержан в Минавиапроме из-за низкого ресурса Д-20П. |
| Ту-117          | Оставшийся в проекте военно-транспортный вариант с оборонительной башней в задней части фюзеляжа. |